# Lecture de la tragédie de L'Orphelin de la Chine de Voltaire dans le salon de Madame Geoffrin
Ne doit pas être confondu avec L'Orphelin de la Chine.
Lecture de la tragédie de L'Orphelin de la Chine de Voltaire dans le salon de Madame Geoffrin, également appelé Une soirée chez Madame Geoffrin en 1755, est un tableau d'Anicet Charles Gabriel Lemonnier peint en 1812 et actuellement conservé au musée national des châteaux de Malmaison et de Bois-Préau. Il existe aussi une réplique plus petite, conservée au musée des Beaux-Arts de Rouen.
Lemonnier peint ce tableau en 1812 dans une série de trois peintures sur la gloire des arts et des lettres en France, sur commande de Joséphine de Beauharnais pour décorer son château de Malmaison. Le choix du sujet, le salon littéraire de Marie-Thérèse Geoffrin, une des plus importantes salonnières du XVIIIe siècle, s'explique par le goût de Joséphine pour ces salonnières, dont elle pense incarner une forme de continuité.
Contrairement à ce que son titre peut laisser croire, ce tableau ne montre pas un événement réel, mais est une reconstitution, comme Lemonnier l'affirme sans ambages en présentant son œuvre. Il rassemble sur une même toile cinquante-cinq personnages célèbres des Lumières, dont un (Voltaire) en buste, en choisissant arbitrairement une date, 1755, année de la première de la pièce de Voltaire L'Orphelin de la Chine. 
Réunis autour de Madame Geoffrin dans une grande pièce dominée par le buste de Voltaire et décorée de tableaux qui sont censés être liés à l'hôtesse mais qui reflètent plutôt les goûts de Lemonnier, ces personnages écoutent la déclamation de cette tragédie par l'acteur qui l'a jouée, Le Kain. Les invraisemblances sont multiples. Les participants sont beaucoup trop nombreux et seuls quinze d'entre eux ont pu être présents à un dîner littéraire donné par Madame Geoffrin en 1755. 
Cette œuvre est la manifestation d'une sorte de nostalgie, éprouvée par le peintre lui-même, mais qui a des implications politiques réactionnaires quand le tableau est exposé, en 1814, au début de la Restauration. Idéalisation des Lumières, ce tableau devient une représentation très répandue de la sociabilité des salons du XVIIIe siècle, à tel point que son inauthenticité est parfois oubliée. Il correspond à l'image qu'on se fait, au début du XXIe siècle, d'un salon littéraire français.

## Les choix de Joséphine et de Lemonnier

### Commande
Le tableau intitulé Lecture de la tragédie de L'Orphelin de la Chine de Voltaire dans le salon de Madame Geoffrin, parfois appelé plus simplement Une soirée chez Madame Geoffrin en 1755, est une commande de Joséphine de Beauharnais au peintre Anicet Charles Gabriel Lemonnier pour décorer son château de Malmaison,. Cette peinture est l'un des trois tableaux historiques réalisés par Lemonnier. Il peint cette œuvre, signée et datée, en 1812 et elle est exposée au Salon de 1814,. Ce tableau, qui a une hauteur de 129.5 cm et une longueur de 196 cm, est conservé au musée national des châteaux de Malmaison et de Bois-Préau,.
Ce tableau de Lemonnier est le troisième d'une série sur la gloire des arts et des lettres en France, commandée par Joséphine de Beauharnais. Les deux premiers sont : François Ier recevant dans la salle des Suisses à Fontainebleau la grande Sainte Famille de Raphaël, peinture symbolisant le siècle de François Ier et Louis XIV inaugurant le Milon de Crotone de Puget, à Versailles, figurant le siècle de Louis XIV. Lecture de la tragédie de L'Orphelin de la Chine de Voltaire dans le salon de Madame Geoffrin symbolise le siècle de Louis XV,. Lemonnier n'a livré à Joséphine que ce dernier tableau.

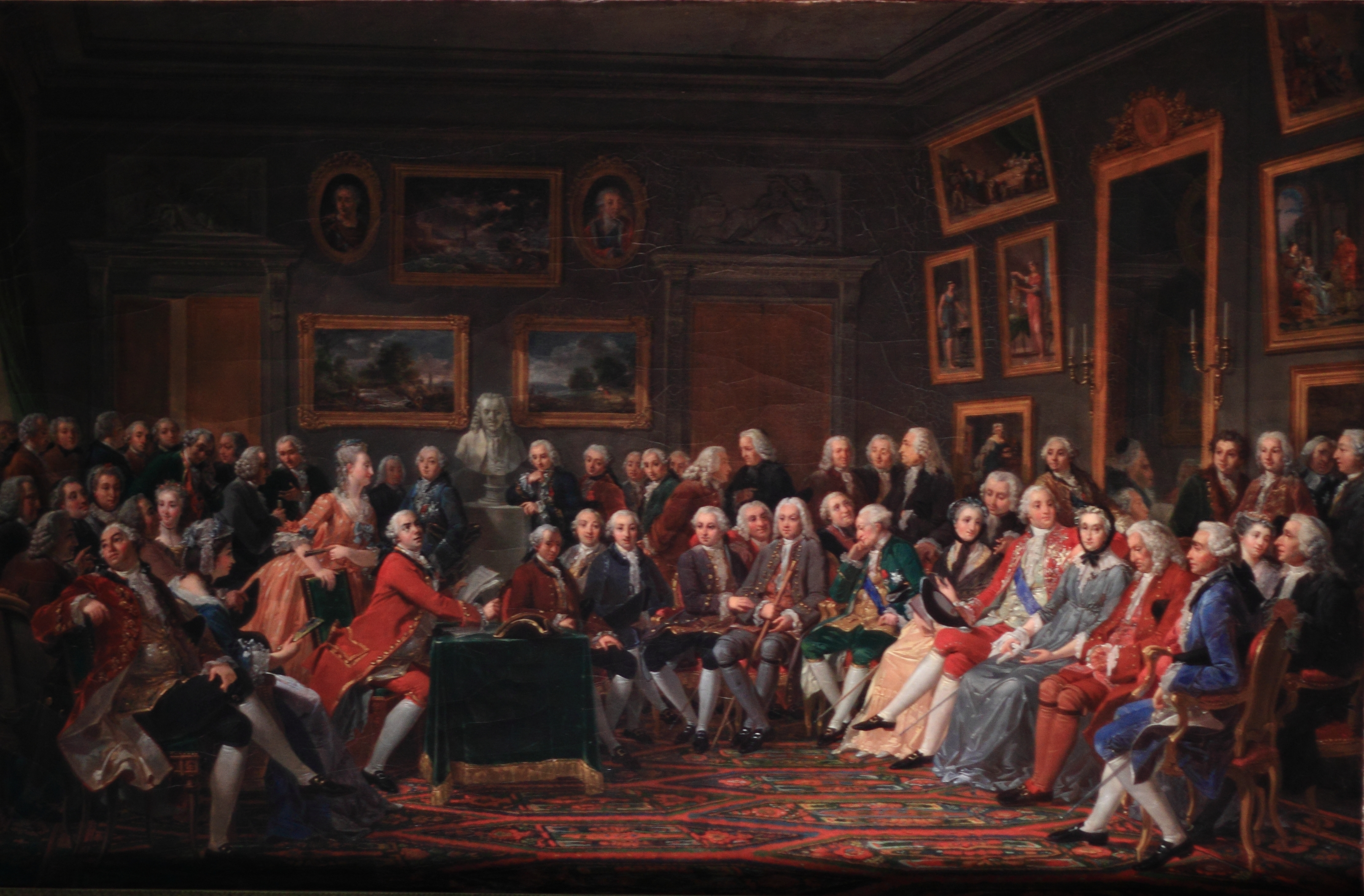
Première lecture chez Madame Geoffrin de L'Orphelin de la Chine, en 1755. Réplique à taille réduite, musée des Beaux-Arts de Rouen.

Le premier tableau de la série, François Ier recevant dans la salle des Suisses à Fontainebleau la grande Sainte Famille de Raphaël, achevé vers 1813 par Lemonnier, est un exemple du genre anecdotique traditionnel. Le deuxième, Louis XIV inaugurant le Milon de Crotone de Puget, à Versailles est terminé vers 1819. Après la mort de Joséphine de Beauharnais en mai 1814, Lecture de la tragédie de L'Orphelin de la Chine de Voltaire dans le salon de Madame Geoffrin entre dans les collections de son fils Eugène de Beauharnais à Munich. Lemonnier convainc ensuite Eugène de Beauharnais d'acheter les deux autres tableaux. Les trois tableaux passent à ses héritiers de la famille de Leuchtenberg à Munich puis à Saint-Petersbourg. Ils sont cités dans une vente, en 1934, de la succession des biens du duc Georges de Leuchtenberg au château de Seeon en Bavière,. Vendu à Paris en 1959, Lecture de la tragédie de L'Orphelin de la Chine de Voltaire dans le salon de Madame Geoffrin est préempté et acquis par l'État. 
Il existe un deuxième tableau, réplique du premier, qui est conservé au musée des Beaux-Arts de Rouen depuis 1942. Cette réplique a été offerte par la belle-fille de Lemonnier à l'Académie des sciences, belles-lettres et arts de Rouen en 1871,. Son titre est légèrement différent : Première lecture chez Madame Geoffrin de L'Orphelin de la Chine, en 1755. Il est de taille plus réduite, 62.5 cm de haut sur 96 cm de long. Le musée des Beaux-Arts de Rouen conserve également des répliques des deux premiers tableaux de la série,.

### Choix du sujet

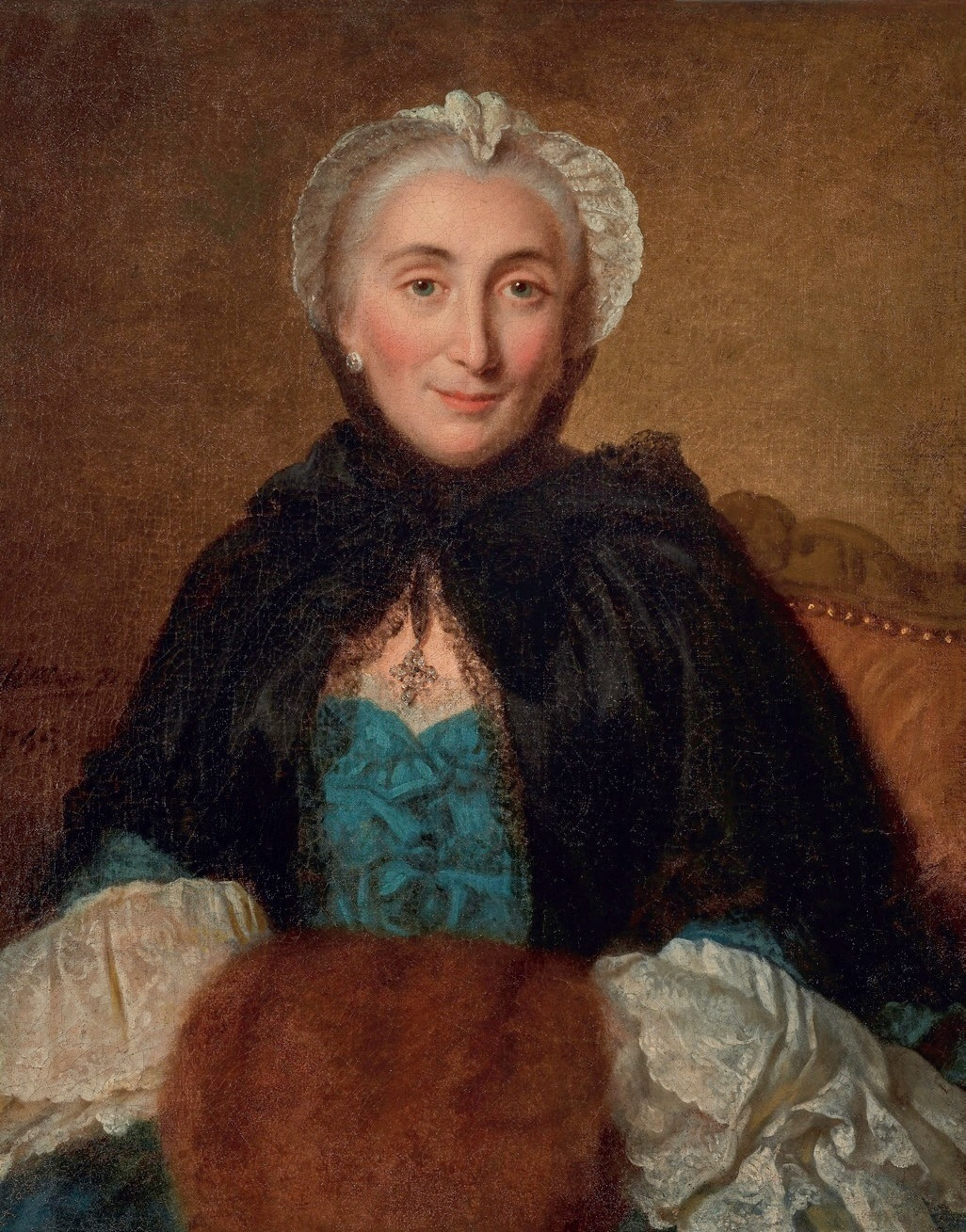
Madame Geoffrin, par Pierre Allais, 1755 ou 1765, palais royal de Varsovie.

Il peut paraître curieux que Joséphine de Beauharnais ait commandé une œuvre représentant Voltaire et Rousseau à un moment, 1812, où ils sont plutôt discrédités, accusés d'avoir causé la Révolution française. Pour Joséphine de Beauharnais, cette démarche est le résultat d'une attention particulière portée aux salonnières. Comme Madame Geoffrin, elle s'intéresse aux artistes et joue un rôle de mécène et comme elle, son intégration dans la haute société est passée, à son arrivée de Martinique, par les salons parisiens. Cet intérêt de Joséphine pour Marie-Thérèse Geoffrin s'inscrit aussi dans un système de relations verticales entre salonnières, manifesté par des œuvres d'art. Comme Madame Geoffrin se référait à sa prédécesseure, Madame de Lambert, Julie de Lespinasse exposait dans son salon des peintures en l'honneur de Madame Geoffrin qui l'avait aidée à ses débuts. De même Madame Récamier affichait des tableaux en rapport avec Germaine de Staël, son mentor. 

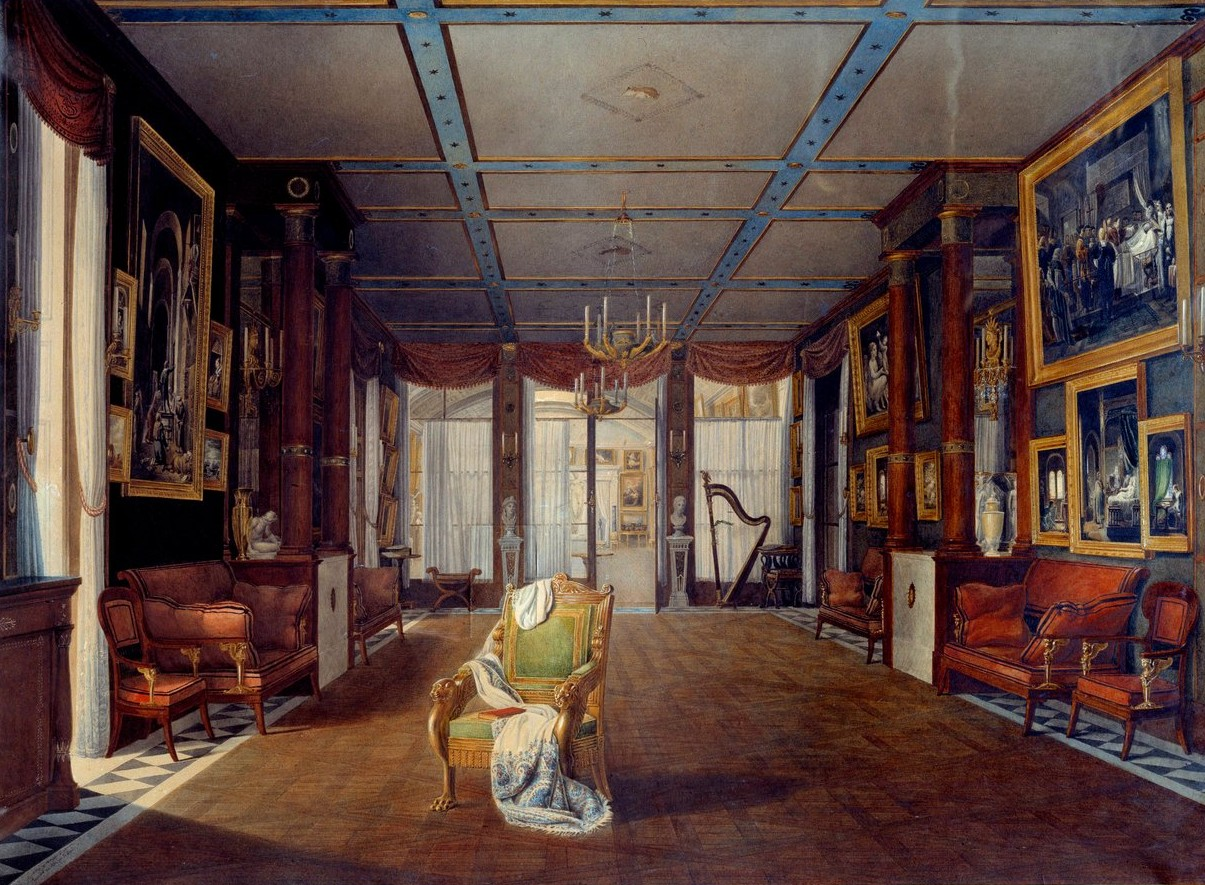
Intérieur de la galerie de musique de la Malmaison. Aquarelle commencée par Auguste Garneray en 1812 et terminée par Pauline Garneray en 1831, musée national des châteaux de Malmaison et de Bois-Préau.

La possession de ce tableau par Joséphine de Beauharnais est une marque d'intérêt personnel de sa part pour Marie-Thérèse Geoffrin. L'historienne de l'art américaine Jessica Fripp rapproche le tableau de Lemonnier d'une aquarelle d'Auguste Garneray, Intérieur de la galerie de musique de la Malmaison, commencée en 1812. L'aquarelle de Garneray est en quelque sorte une version sans personnage du tableau de Lemonnier, où le regard est attiré par la collection de tableaux sur les murs. Les portes-fenêtres donnent sur la galerie où Joséphine expose sa collection d'œuvres d'art anciennes. L'absence de Joséphine, comme si elle venait de sortir de la pièce, est suggérée par le fauteuil et le châle en cachemire. C'est une stratégie d'autopromotion modeste employée par les salonnières, y compris Madame Geoffrin, qui permet de rappeler au spectateur qui est la propriétaire de la collection.
Coïncidence intéressante, l'écrivain et encyclopédiste André Morellet (qui ne peut pas figurer sur le tableau puisqu'il n'a connu Marie-Thérèse Geoffrin qu'en 1759) note dans ses Mémoires que les livres Portrait de Madame Geoffrin, qu'il a publié en 1777, et Éloges de Madame Geoffrin, auquel ont participé Antoine Léonard Thomas et d'Alembert, sont réédités en 1812,. Ils ont pu servir de source à Lemonnier, qui a lui-même fréquenté le salon de Madame Geoffrin.
Lecture de la tragédie de L'Orphelin de la Chine de Voltaire dans le salon de Madame Geoffrin s'inscrit dans un genre alors en plein développement, la peinture anecdotique, tout en se différenciant des autres œuvres de ce genre par la proximité chronologique avec son sujet. En peignant une scène intime de la culture française, une lecture de Voltaire, Lemonnier suit l'exemple d'Auguste Garneray, qui peint de nombreuses scènes de genre anecdotiques, où les personnages historiques sont représentés dans des moments souvent intimes. Le goût de Joséphine de Beauharnais pour ces scènes semble lié à l'influence du fondateur du musée des Monuments français Alexandre Lenoir ou du directeur du musée du Louvre Dominique Vivant Denon. Cependant, les sujets habituels de la peinture anecdotique datent plutôt du XVIIe siècle ou d'avant, alors que Lemonnier peint un sujet plus proche de lui.

### Un événement fictif

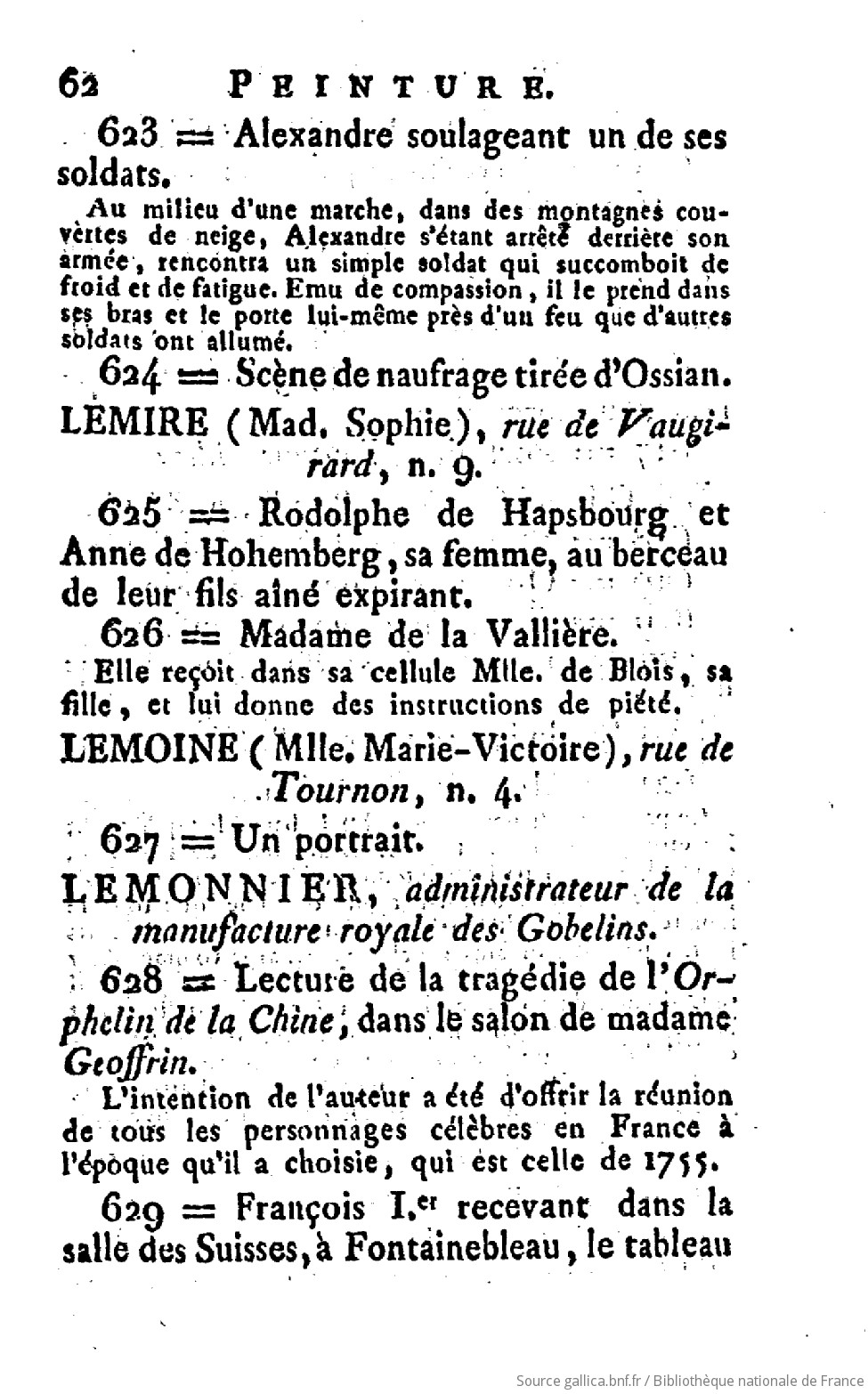
Explication de Lemonnier dans le livret du Salon de 1814.

Comme dans d'autres scènes de lecture d'œuvre, La Lecture de la Bible de Jean-Baptiste Greuze (1755), Racine lisant Athalie devant Louis XIV et Mme de Maintenon de Julie Philipault (1812),  La lecture de l’Énéide de Jean-Auguste-Dominique Ingres (trois tableaux peints en 1812, 1819 et 1865), L'Abbé Prévost lisant Manon Lescaut de Joseph Caraud (1856), c'est le titre du tableau qui indique le titre de l'œuvre lue, sans que le tableau en lui-même nous en donne l'information. Dans ces tableaux, le titre joue donc un rôle essentiel dans l'interprétation de ce qu'on voit.
Toutefois, contrairement à ce que peut laisser penser son titre, le tableau ne représente pas un événement particulier et les différents personnages représentés ne se sont jamais retrouvés tous ensemble dans le salon de Marie-Thérèse Geoffrin,. Les hommes et les femmes qui figurent sur cette peinture ont été choisis par Lemonnier parmi les personnalités connues des années 1740-1780. Il l'a clairement expliqué dans le livret du Salon de 1814 : « L'intention de l'auteur a été d'offrir la réunion de tous les personnages célèbres en France à l'époque qu'il a choisie, qui est celle de 1755 »,,. Alors que les deux premiers tableaux de la série célèbrent l'union de la monarchie et des arts, le peintre dresse ici un catalogue des esprits des Lumières et montre les liens d'amitié, incarnés par une femme.
Ce tableau n'a donc pas d'authenticité historique. Comme le souligne l'historien et romaniste britannique John Lough (en), « pour ce qui touche au Paris de l'Ancien Régime, ce tableau n'a absolument aucune valeur documentaire ; on ne peut rien en déduire qui concerne la place de l'écrivain dans la société de cette époque ».

Une soirée chez Madame Geoffrin, gravure de Philibert-Louis Debucourt, 1821
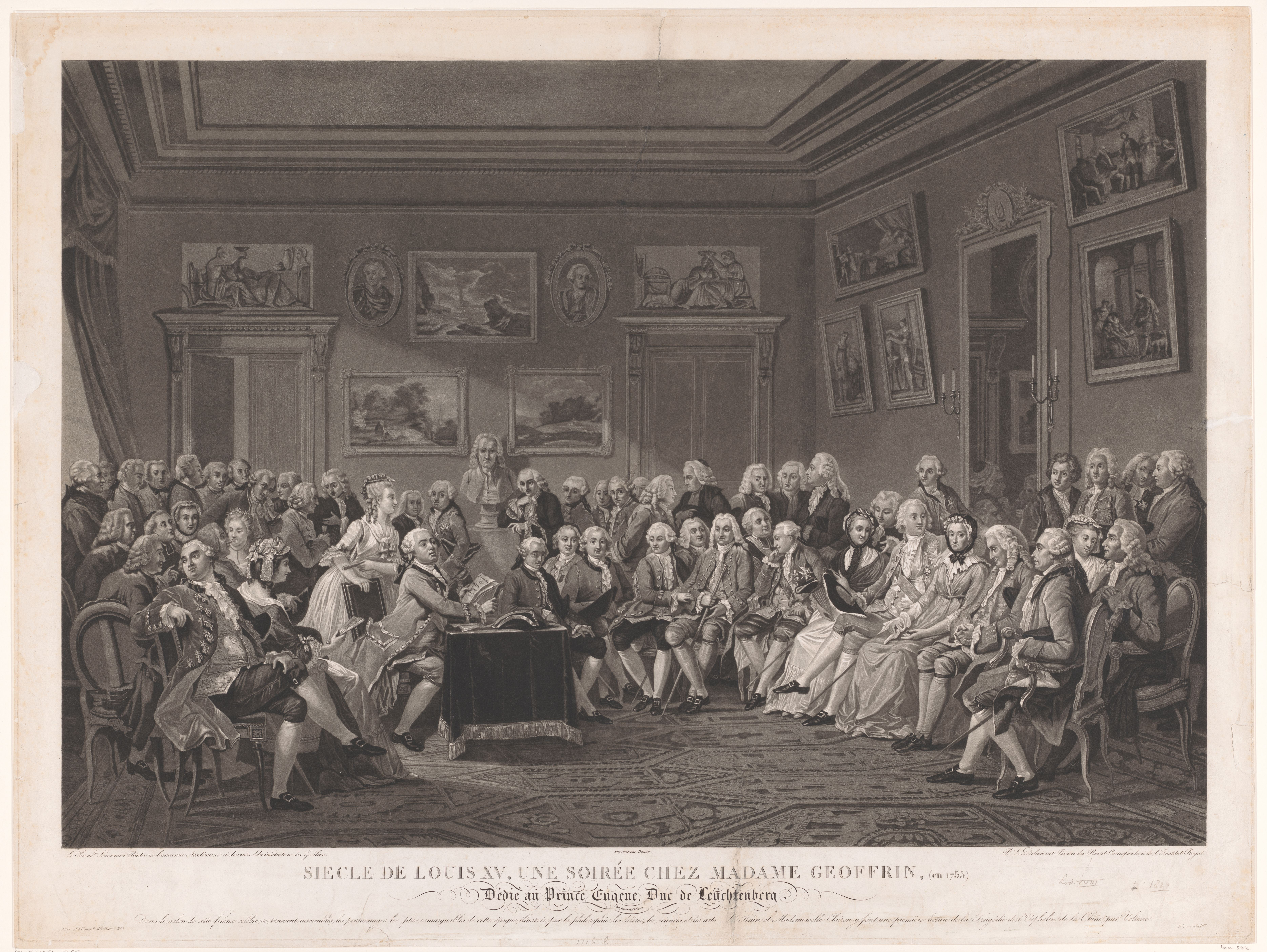
Gravure[26].
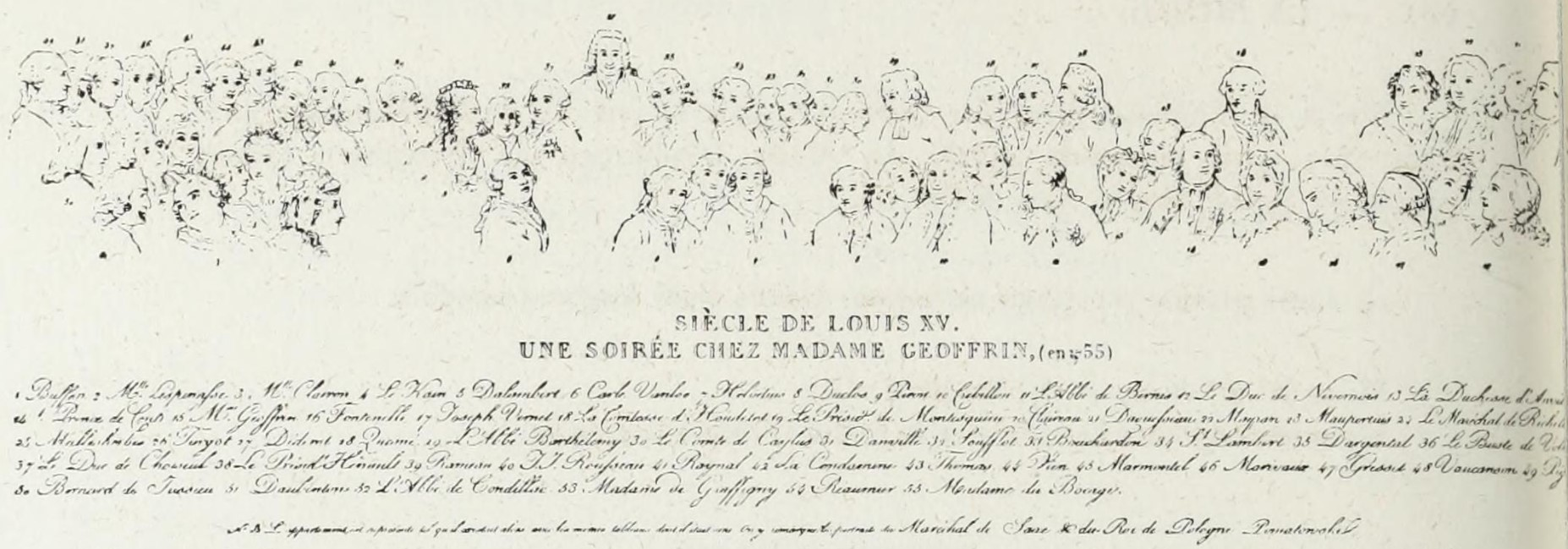
Planche explicative[27].

Lors du salon de 1814, Lemonnier accompagne l'exposition de son tableau d'une clé de lecture, comme David l'avait fait pour Le Sacre de Napoléon en 1808. En 1821, alors que Lemonnier est encore vivant, Philibert-Louis Debucourt publie une gravure du tableau (et l'expose au Salon de 1821). Elle est accompagnée d'une planche explicative où sont dessinées les silhouettes des personnages,, avec la légende suivante :

« 1. Buffon. 2. Mlle Lespinasse. 3.  Mlle Clairon. 4. Le Kain. 5. Dalembert. 6. Carle Vanloo. 7. Helvétius. 8. Duclos. 9. Piron. 10. Crébillon. 11. l'Abbé de Bernis. 12. le Duc de Nivernais. 13. la Duchesse d'Anville. 14. le Prince de Conti. 15. Mme Geoffrin. 16. Fontenelle. 17. Joseph Vernet. 18. la Comtesse d'Houdetot. 19. le Président de Montesquieu. 20. Claireau. 21. Daguesseau. 22. Mayran. 23. Maupertuis. 24. le Maréchal de Richelieu. 25. Malesherbes. 26. Turgot. 27. Diderot. 28. Quesné. 29. l'Abbé Barthélemy. 30. le Comte de Caylus. 31. Danville . 32. Soufflot. 33. Bouchardon. 34. St Lambert. 35. Dargental. 36. le Buste de Voltaire. 37. le Duc de Choiseul. 38. le Président Hénault. 39. Rameau. 40. J.-J. Rousseau. 41. Raynal. 42. La Condamine. 43. Thomas. 44. Vien. 45. Marmontel. 46. Marivaux. 47. Gresset. 48. Vaucanson. 49. Pigalle. 50. Bernard de Jussieu. 51. Daubenton. 52. l'Abbé de Condillac. 53. Madame de Graffigny. 54. Réaumur. 55. Madame du Bocage. »

Dans la brochure explicative de cette gravure, il n'est plus question de reconstitution. Au contraire, probablement pour en faire une publicité efficace, on affirme l'exactitude du tableau, représentant le salon : « tel qu’il existait en 1755, avec les mêmes tableaux de l'école française qui l'embellissaient », Lemonnier étant censé avoir « retrouvé presque toutes les ressemblances dans ses propres souvenirs ». Cette brochure peut être l'origine de la croyance erronée en une représentation fidèle d'un événement réel.

## Dans le salon de Madame Geoffrin

### Un salon

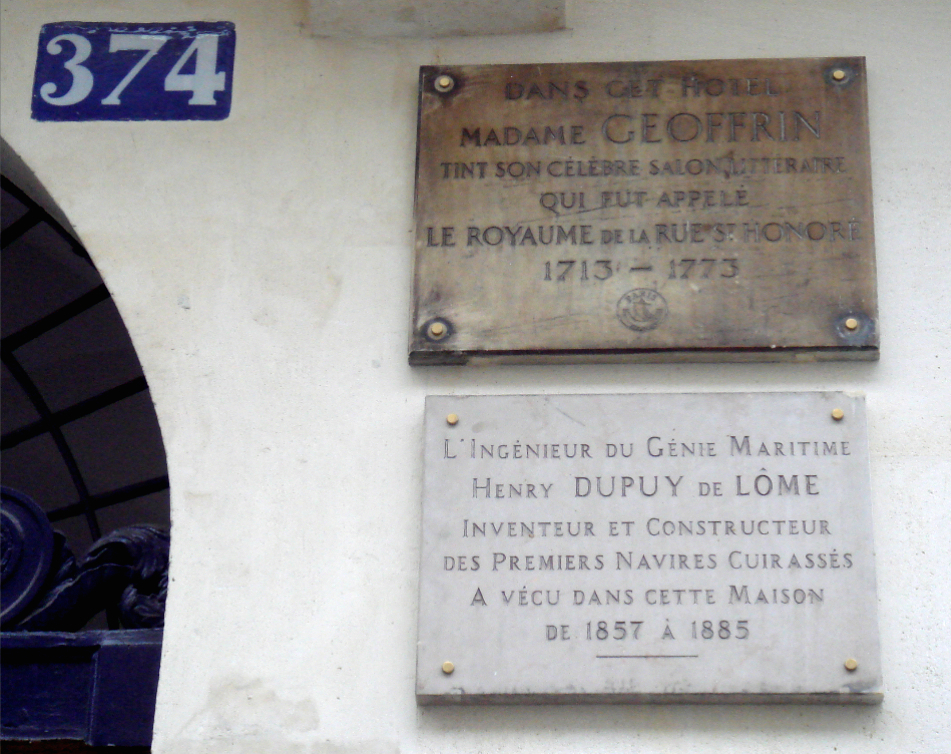
Plaque rappelant le salon tenu par Marie-Thérèse Geoffrin au 374 rue Saint-Honoré à Paris.

Très riche, Marie-Thérèse Geoffrin a commencé à organiser des « bureaux d’esprit », selon l'expression de l'époque, entre 1725 et 1730. Dans les années 1740, elle organisait des dîners pour des hommes de lettres le mercredi. À partir de 1750, elle ajouta un second jour, le lundi, pour les artistes et les mécènes, tout en recevant par ailleurs beaucoup,,. Les années 1760 lui apportèrent la gloire et une renommée de protectrice des encyclopédistes. Ainsi, la lecture d'une pièce de théâtre mise en scène sur le tableau peut correspondre à ses soirées du mercredi. Elle est représentée complètement à droite, devant un grand miroir, habillée d'une robe de satin bleu argenté et coiffée d'un bonnet noir. Elle regarde le spectateur.
La salle représentée est grande, sans doute plus de 7 m de long. Le sol est recouvert de tapis et les murs sont décorés de grands tableaux. Il est vrai que Marie-Thérèse Geoffrin possédait une collection de plus de soixante-dix tableaux et ceux figurés par Lemonnier sont censés rappeler les goûts de l'hôtesse en matière de peinture : des paysages de Joseph Vernet (La Tempête), de Jean-Baptiste Le Prince (Les Nappes d'eau), des sujets de Fragonard (Annette à l'âge de quinze ans), de Greuze (Le Fils ingrat et Le Fils puni), de Vien (Une prêtresse brûle de l’encens et Jeune Grecque qui orne un vase de bronze avec une guirlande de fleurs), de Jean Siméon Chardin (La Pourvoyeuse) et de Van Loo (Conversation espagnole), les portraits du maréchal de Saxe et du roi de Pologne Stanislas Poniatowski. 
En 1755, seuls quelques-uns de ces tableaux étaient déjà peints. De Vien, Marie-Thérèse Geoffrin possédait bien Une prêtresse brûle de l’encens, mais pas l'autre tableau. Quant à Le Prince, Vernet et Greuze, elle avait bien certaines de leurs œuvres, mais pas celles représentées par Lemonnier. Elle n'avait ni Chardin, ni Fragonard. En fait, les tableaux figurés sur les murs semblent plutôt refléter les préférences de Lemonnier, dont Vien a été le professeur, et les goûts à l'époque du Premier Empire, pendant lequel Vien est particulièrement honoré, sauf pour Conversation espagnole de Van Loo, que Madame Geoffrin possédait dans sa collection et pour le Fragonard, Annette à l'âge de quinze ans, qui illustre une fable de Marmontel, qui a habité un temps chez la salonnière. Pour reproduire ces peintures, Lemonnier semble avoir travaillé à partir de gravures.

### Sous le buste de Voltaire

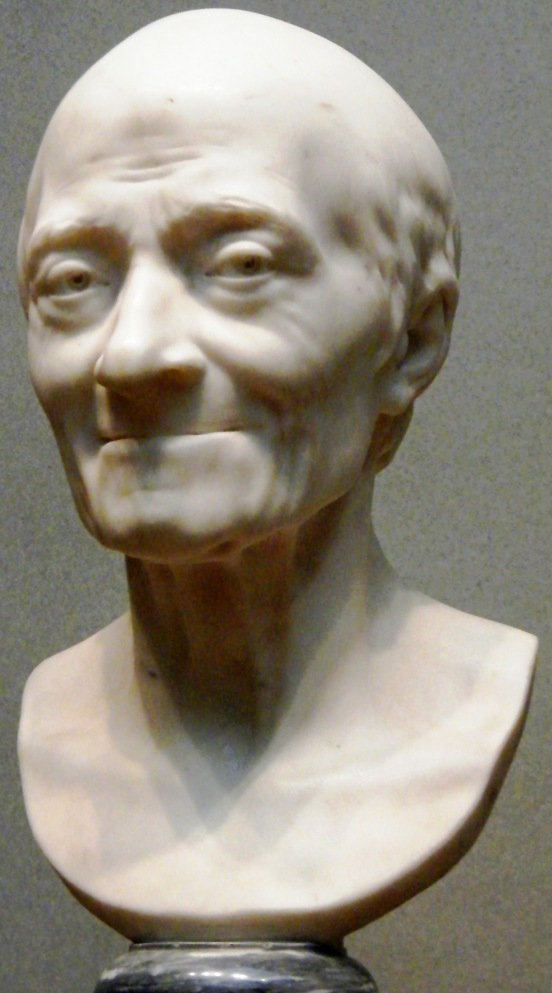
Voltaire, par Jean-Antoine Houdon (1778)

Le peintre a construit son tableau en représentant les participants en rangs sur toute la largeur de la pièce, alors qu'on peut penser que, pour écouter une lecture, les auditeurs s'asseyaient plutôt plus ou moins en cercle. Les hommes sont debout pour plus de la moitié d'entre eux et même les personnes assises, les femmes et certains hommes, ne semblent pas être confortablement installées, alors qu'il s'agit d'écouter une tragédie en cinq actes. En réalité, les invités étaient probablement beaucoup moins nombreux. Les exemples connus de dîners littéraires de cette époque rassemblaient plutôt entre dix et vingt convives. 
La composition fait que l'œil à du mal à trouver le sujet principal, entre Le Kain, le buste de Voltaire et Madame Geoffrin . Néanmoins, le buste de Voltaire, dépassant tous les participants d'une tête, en position presque centrale, semble dominer la scène,. Il s'agit d'un subterfuge trouvé par Lemonnier pour faire figurer Voltaire dans le salon, alors qu'il ne peut chronologiquement s'y trouver, puisqu'il était absent de Paris à partir de 1750 et qu'il n'y est revenu qu'après la mort de Marie-Thérèse Geoffrin en 1777. Ils n'ont jamais été amis et leur correspondance est réduite à quatre lettres polies. 
Ce tableau est sans doute la représentation d'un buste de Voltaire la plus connue, mais ces bustes sont des thèmes documentés dans la seconde moitié du XVIIIe siècle. En marge de la souscription pour lui ériger une statue lancée en 1770, Marmontel a écrit une ode que Mademoiselle Clairon a récité devant un buste du philosophe. D'autres textes honoraient des bustes de Voltaire. Au théâtre, son buste a été couronné sur scène en 1778. Se rassembler autour de son buste, alors qu'il était absent de France, était un geste solennel. Toutefois, Madame Geoffrin ne semble pas avoir possédé de buste de Voltaire et elle refusa en 1770 de souscrire au projet de statue le représentant.

### Présences invraisemblables

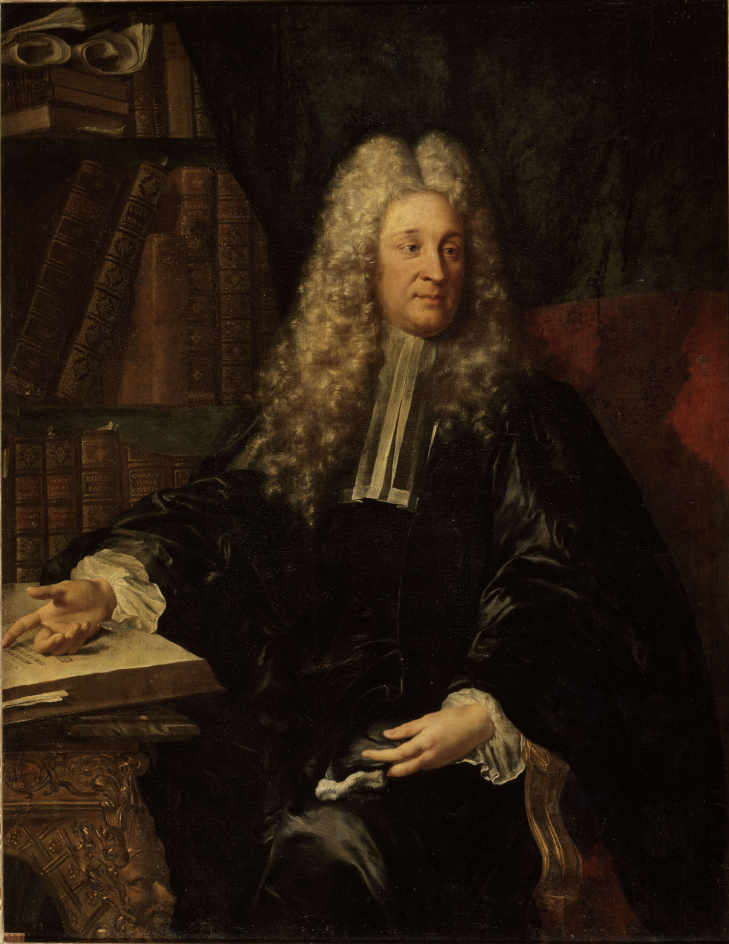
Henri-François d'Aguesseau (1668-1751), représenté sur le tableau (n°21).

En-dehors du buste de Voltaire, le tableau représente cinquante-quatre hommes et femmes, que Lemonnier a peint en s'inspirant de portraits disponibles. Ils écoutent plus ou moins — par exemple, l'abbé Raynal, Jean-Jacques Rousseau et Jean-Philippe Rameau, assis à gauche, discutent entre eux — l'acteur Le Kain, accompagné de l'actrice Mademoiselle Clairon, lisant la pièce de Voltaire L'Orphelin de la Chine. Voltaire a terminé cette pièce au début de l'année 1755 et Le Kain l'a jouée ensuite, aux Délices à Genève puis à Paris. Toutefois, il est très peu probable qu'il l'ait lue dans le salon de Madame Geoffrin, puisque c'était les auteurs qui lisaient leurs pièces dans les salons littéraires et Marie-Thérèse Geoffrin ne semble pas y avoir invité d'acteur ou d'actrice.
Les femmes représentées sur le tableau ne fréquentaient pas les soirées littéraires de Marie-Thérèse Geoffrin en 1755. En effet, elle n'y a jamais invité Mademoiselle Clairon, Marie Louise Nicole de La Rochefoucauld duchesse d'Enville, Sophie Lalive de Bellegarde comtesse d'Houdetot, Françoise de Graffigny, et Anne-Marie du Boccage. La seule qui y ait participé est Julie de Lespinasse, mais en 1755 elle était encore jeune et elle n'a été présentée à Madame Geoffrin qu'en 1764.
La présence des sept artistes du tableau, Charles André van Loo, Claude Joseph Vernet, Jacques-Germain Soufflot, Edme Bouchardon, Jean-Philippe Rameau, Joseph-Marie Vien et Jean-Baptiste Pigalle, ne correspond pas à une soirée littéraire, puisque Madame Geoffrin recevait les artistes le lundi. On peut de même exclure les mathématiciens et scientifiques, Alexis Claude Clairaut, Jean-Baptiste Bourguignon d'Anville, Charles Marie de La Condamine, Jacques Vaucanson, Bernard de Jussieu, Louis Jean-Marie Daubenton, peu à leur place ici. Pierre Louis Moreau de Maupertuis et Georges-Louis Leclerc de Buffon (le personnage complètement à gauche) ne participaient pas au salon de Madame Geoffrin.
Parmi les aristocrates visibles sur le tableau, ni Louis-François de Bourbon-Conti, prince de Conti, à la place d'honneur, à droite de l'hôtesse, ni le maréchal de Richelieu ne fréquentaient les dîners du mercredi de Madame Geoffrin. Quant à Étienne-François de Choiseul, il était en 1755 ambassadeur de France à Rome. Anne Claude de Caylus venait effectivement chez Marie-Thérèse Geoffrin, mais aux dîners des artistes du lundi. Par contre, Louis-Jules Mancini-Mazarini, duc de Nivernais, prenait part aux dîners du mercredi. Il en est de même de Montesquieu, mais il est tombé malade fin 1754 et est mort en février 1755. Jean-François de Saint-Lambert a pu être invité à ces dîners, mais il était encore jeune en 1755, 29 ans, et peu connu.
Le chancelier Henri François d'Aguesseau ne pouvait pas assister à une soirée en 1755, puisqu'il est mort quatre ans plus tôt. Chrétien Guillaume de Lamoignon de Malesherbes n'a jamais, semble-t-il, participé aux soirées de Madame Geoffrin. Par contre, Charles-Jean-François Hénault, Jean-François Marmontel y étaient réellement présents. Anne Robert Jacques Turgot également, mais en 1755, il était encore jeune et on ne sait pas s'il était déjà invité. Il n'y a pas de preuve que Jean-Jacques Rousseau ou l'abbé Barthélemy aient participé aux soirées de Madame Geoffrin. Denis Diderot l'a rencontrée, mais pas chez elle, aux dîners du baron d'Holbach. Antoine Léonard Thomas venait bien aux dîners de Madame Geoffrin, mais pas encore en 1755, alors qu'il n'avait que 23 ans.

### Participants réels

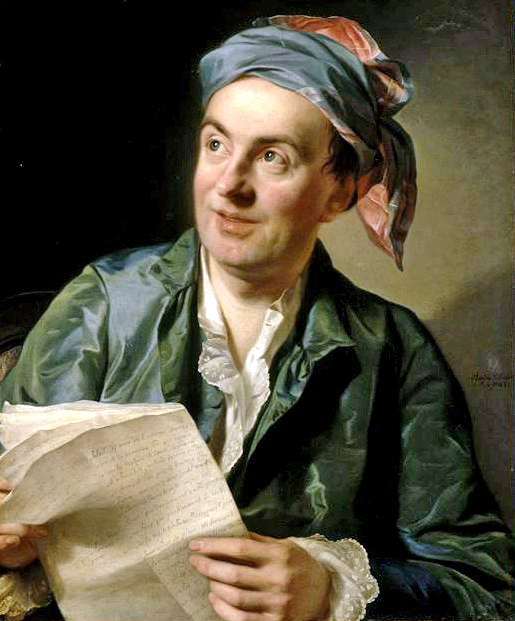
Jean-François Marmontel (n°45), qui fréquentait le salon de Madame Geoffrin,, par Alexandre Roslin, 1767.

Pouvaient ainsi être présents en 1755 aux dîners littéraires de Madame Geoffrin, en suivant la numérotation de la liste : 5. Jean Le Rond d'Alembert, 7. Claude-Adrien Helvétius,  9. Alexis Piron, 10. Prosper Jolyot de Crébillon, 11. François-Joachim de Pierre de Bernis, 12. Louis-Jules Mancini-Mazarini, duc de Nivernais, 16. Bernard Le Bouyer de Fontenelle, 19. Montesquieu (peut-être), 22. Jean-Jacques Dortous de Mairan, 26. Anne Robert Jacques Turgot (peut-être), 34. Jean-François de Saint-Lambert (peut-être), 38. Charles-Jean-François Hénault, 41. Guillaume-Thomas Raynal, 45. Jean-François Marmontel, 46. Marivaux.
D'autres personnes fréquentaient ces soirées, mais ne sont pas représentées sur le tableau, comme le poète surnommé Gentil-Bernard, l'érudit Jean Levesque de Burigny, l'abbé de Voisenon et le dramaturge Bernard-Joseph Saurin.

## Idéalisation des Lumières

### Nostalgie
Le choix du texte lu, L'Orphelin de la Chine, illustre les mentalités prérévolutionnaires. Christine Le Bozec voit en cette peinture « le clin d'œil d'un homme vieillissant qui se retourne sur son passé […]. En effet, Lemonnier ne porte-t-il pas un regard nostalgique sur un monde englouti, celui de leur jeunesse tellement porteur d'idéal, de progrès assurés et d'espoirs immenses. En rassemblant ainsi, de manière presque fétichiste, toutes les « idoles » disparues, était-ce là une simple fresque sentimentale ou une œuvre testamentaire prenant la forme d'un hommage rendu aux valeurs libérales, filles de 1789, mais aussi héritières, aux yeux du peintre, des brillants esprits que réunissaient les salons ? ». Jessica Fripp souligne qu'on minimise souvent le rôle de Joséphine : « The painting was a means for Joséphine, an influential woman  and public figure, to engage with her own —and France’s— recent past  and pay homage to another celebrated woman, Mme Geoffrin, as well as  the feminocentric salon culture that was central to her success, ».
Ainsi, cette œuvre manifeste une nostalgie d'un XVIIIe siècle passé et le désir de faire du salon littéraire le symbole des Lumières. Commentant le salon de 1814, le critique d'art Pierre-Marie Gault de Saint-Germain juge ce tableau « intéressant », à cause de la proximité chronologique des spectateurs avec le sujet, érigé en modèle : « il existe encore des témoins du salon de Madame Geoffrin, le rendez-vous des savants, des gens de lettres, l'école de la politesse, du bon goût, et de cette urbanité française qui reprend racine sur notre sol depuis le retour de nos princes, qui en ont toujours été les modèles par excellence »,. L'existence de témoins encore vivants est un élément important de la réception du tableau en 1814 : les plus âgés sont familiers des costumes et peuvent identifier eux-mêmes les personnages et juger de leur ressemblance. Gault de Saint-Germain prétend ainsi qu'ils ne sont pas ressemblants. La nostalgie est aussi un point d'appui politique pour prétendre ressusciter la sociabilité aristocratique du faubourg Saint-Germain sous la Restauration, même si la critique relève que Lemonnier ne représente pas une scène à laquelle il aurait participé.

### Illustration des Lumières
Lecture de la tragédie de L'Orphelin de la Chine de Voltaire dans le salon de Madame Geoffrin est l'œuvre la plus connue de Lemonnier. Aux XXe et XXIe siècles, ce tableau est utilisé dans de nombreux ouvrages de référence, à des fins d'illustration, en couverture ou à l'intérieur, ainsi que dans des manuels scolaires, où il sert de support pédagogique et sur internet. Dans la presse, il est parfois repris avec une légende très fantaisiste. Abondamment reproduit, il est l'une des illustrations classiques de la sociabilité littéraire à l'époque des Lumières,. Antoine Lilti souligne de plus que « le succès de ce tableau montre bien que les salons fonctionnent comme une métonymie du XVIIIe siècle dans son entier, si ce n'est de la culture française ou de la conversation et que l'image que nous en avons doit beaucoup aux représentations produites au XIXe siècle. ».
En mai 2019, une photo de cette peinture est reprise sur Twitter, ainsi légendée : « Ceci n'est pas un salon littéraire du XVIIIe siècle. ». Selon Benoît Melançon, la popularité du tableau et son usage parfois erroné s'expliquent justement parce que : « Dès sa conception, Lemonnier a voulu livrer une visée idéalisée du siècle des Lumières et c’est cette idéalisation qui continue à se manifester jusqu’à nous ». Malgré son caractère inauthentique, il véhicule une image des Lumières qui comporte des éléments réels et correspond à ce qu'on veut, au début du XXIe siècle, en retenir : l'importance du théâtre, notamment de la tragédie, la célébrité de Voltaire, le rôle des femmes de culture. Benoît Melançon ajoute que, même si le tableau ne représente pas un salon littéraire, « beaucoup de gens, des spécialistes comme des amateurs, aimeraient le croire. Cette image-là, juste ou pas, leur convient ».